# Терсинское сельское поселение (Татарстан)
Терсинское се́льское поселе́ние (тат. Тирсә авыл җирлеге, Tirsä awıl cirlege) — муниципальное образование в Агрызском районе Татарстана Российской Федерации.
Административный центр — село Терси.

## История
Статус и границы сельского поселения установлены Законом Республики Татарстан от 31 января 2005 года № 14-ЗРТ «Об установлении границ территорий и статусе муниципального образования "Агрызский муниципальный район" и муниципальных образований в его составе».

## Население
| 2010  | 2011  | 2012  | 2013  | 2014  | 2015  | 2016  |
| ----- | ----- | ----- | ----- | ----- | ----- | ----- |
| 2135  | ↘2130 | ↘2088 | ↗2098 | ↘2089 | ↘2088 | ↘2075 |
| 2017  | 2018  | 2019  | 2020  |       |       |       |
| ↘2060 | ↘2049 | ↘2039 | ↘2017 |       |       |       |

## Состав сельского поселения
| № | Населённый пункт | Тип населённого пункта       | Население |
| - | ---------------- | ---------------------------- | --------- |
| 1 | Мордва           | деревня                      |           |
| 2 | Назяр            | село                         |           |
| 3 | Терси            | село, административный центр |           |
| 4 | Туба             | деревня                      |           |
| 5 | Чишма            | деревня                      |           |